# Шабалин, Александр Осипович
Алекса́ндр О́сипович Шабали́н (22 октября (4 ноября) 1914 — 16 января 1982) — советский военный моряк, один из наиболее результативных командиров торпедных катеров в годы Великой Отечественной войны, дважды Герой Советского Союза (22.02.1944, 5.11.1944). Контр-адмирал (21.02.1969).

## Биография

Могила А. О. Шабалина на Серафимовском кладбище Санкт-Петербурга

Родился 22 октября (4 ноября) 1914 года в деревне Юдмозеро Онежского уезда Архангельской губернии (ныне Онежского района Архангельской области) в семье крестьянина, после гражданской войны ставшего сплавщиком леса. Окончил школу-семилетку в городе Онега. С 1931 года работал юнгой, матросом, тралмейстером, помощником тралового дела на рыболовных траулерах РТ-5 «Краб» и РТ-52 «Сом» Мурманского тралового флота в Мурманске. В 1935 году окончил штурманские курсы при Мурманском морском техникуме и затем работал 3-м штурманом траулера РТ-11 «Ваер», с июня 1936 — 2-м штурманом траулера РТ-7 «Семга» управления «Мурманрыба».
В Военно-морском флоте СССР с октября 1936 года. Окончил электромеханическую школу Учебного отряда Балтийского флота в Кронштадте в 1937 году, после её окончания с января 1937 года служил на учебно-испытательном полигоне флота, а в мае того же года назначен боцманом торпедного катера ТКА-121 1-го дивизиона торпедных катеров бригады торпедных катеров Балтийского флота. В марте 1938 года Александр Шабалин прибыл на Северный флот и получил назначение боцманом торпедного катера ТКА-161; с сентября 1938 года исполнял должность командира торпедного катера ТКА-112, а с мая 1939 года командовал этим катером. Участник советско-финской войны 1939—1940 годов: командир отряда мобилизованных судов, переоборудованных в сторожевые корабли флота. В ноябре 1940 года был направлен на ремонт своего катера на Кронштадтский морской завод, где его застала весть о начале войны.
В боях Великой Отечественной войны с августа 1941 года: срочно вернувшись на Север, получил в командование торпедный катер ТКА-12. В первом же боевом походе показал себя творчески мыслящим командиром: выполнил атаку немецкого конвоя (транспорт в сопровождении 4 кораблей) ночью со стороны берега, экипажи ТКА-11 и ТКА-12 выпустили по торпеде и наблюдали 2 взрыва, доложив о потоплении транспорта и сторожевого корабля (эта информация содержится почти во всех публикациях о Шабалине). Фактически обе торпеды попали в один сторожевой корабль NT05 «Того», который немцы на буксире довели до ближайшего порта, но повреждения оказались настолько велики, что его пришлось списать. Это была первая победа катерников-североморцев. В ночь с 5 на 6 октября Шабалин вновь атаковал конвой (2 транспорта, 2 корабля охранения), доложив о потоплении крупного транспорта (позднее в штабе флота «выяснили», что на нём было 2000 солдат), фактически потопленным оказался дрифтербот «Бьёрнунген» с грузом. С октября 1941 года Александр Шабалин командовал торпедным катером ТКА-13 и одновременно звеном торпедных катеров Охраны водного района (ОВР) Главной базы Северного флота, а с ноября 1943 года — командиром 3-го отряда 1-го дивизиона торпедных катеров ОВР Главной базы флота. Член ВКП(б) с 1943 года.
Боевой счёт Александра Шабалина продолжал расти. 18 апреля 1943 года пара катеров под его командованием атаковала конвой (2 транспорта, 8 кораблей охранения), доложив о потоплении одного и повреждении второго транспорта. 22 июня 1943 года он догнал в море, остановил и потопил артиллерийским огнём в Варангер-фьорде реквизированный немцами норвежский мотобот, причём были приняты на борт и взяты в плен с мотобота два немецких моряка и один норвежец. Не подтверждается документами противника потопление (или повреждение) торпедированного Шабалиным 15 сентября 1943 года немецкого танкера, но признано потопление вспомогательного судна «Нерисса» (засчитано как транспорт) 12 ноября 1943 года. 22 декабря 1943 года при атаке крупного конвоя (3 транспорта, 11 кораблей и 10 катеров охранения) им торпедирован и потоплен немецкий сторожевой корабль V-6106 «Тироль» (эта победа также подтверждена).
Командир торпедного катера ТКА-12 (1-й отдельный дивизион торпедных катеров, Охрана водного района Главной базы Северного флота) капитан-лейтенант Шабалин к началу 1944 года выполнил 86 боевых походов. В торпедных атаках потопил подводную лодку, 4 транспорта и 2 сторожевых корабля противника. Производил высадки четырёх разведгрупп на занятое противником побережье, выполнял охрану кораблей при постановке морских минных заграждений, выполнял поиск и спасение экипажей упавших в море самолётов (спасено 6 лётчиков). Экипаж его катера умело уклонялся от атак немецкой авиации, сбил при этом 1 самолёт. Неоднократно в море под огнём с риском для жизни прикрывал повреждённые в бою катера, спасал их экипажи.
Указом Президиума Верховного Совета СССР «О присвоении звания Героя Советского Союза офицерскому и сержантскому составу Военно-Морского флота» от 22 февраля 1944 года за «образцовое выполнение боевых заданий командования на фронте борьбы с немецкими захватчиками и проявленные при этом отвагу и геройство» капитан-лейтенанту Шабалину Александру Осиповичу присвоено звание Героя Советского Союза с вручением ордена Ленина и медали «Золотая Звезда».
После присвоения звания Героя выполнил ещё десятки боевых походов на разведку, на высадку и снятие с берега разведгрупп, постановку минных заграждений у норвежского побережья.
Исключительные героизм и воинское мастерство командир отряда катеров 1-го дивизиона торпедных катеров (бригада торпедных катеров Северного флота) капитан-лейтенант А. О. Шабалин проявил в ходе Петсамо-Киркенесской наступательной операции. Получив приказ возглавить передовую группу прорыва при десанте в порт Лиинахамари (Финляндия), Шабалин тщательно организовал операцию и лично возглавил прорыв в ночь с 12 на 13 октября 1944 года. Преодолев на максимальной скорости зону огня немецкой береговой артиллерии, катера прорыва на полном ходу ворвались в узкий и извилистый фьорд, не снижая скорости преодолели его под огнём в обоих берегов и прорвавшись без потерь в гавань с одновременной постановкой дымовой завесы, высадили десантников под шквальным огнём врага непосредственно на причалы, оказывая артиллерийско-пулемётным огнём им поддержку в ходе боя за захват плацдарма. Выведя затем свою группу из гавани, Шабалин в море принял на борт ещё один эшелон десанта и вновь произвёл под огнём прорыв в гавань, высадив подкрепление в назначенном пункте. Так же отважно действовали и его подчинённые командиры катеров, в итоге противнику не удалось потопить ни один из катеров прорыва (два из них получили повреждения, но остались на ходу).
За этот подвиг указом Президиума Верховного Совета СССР от 5 ноября 1944 года был награждён второй медалью «Золотая Звезда».
25 октября 1944 года вновь командовал передовой группой катеров при высадке десанта в Холменгро-фьорде.
После завершения Петсамо-Киркинесской наступательной операции интенсивность боевых действий в Баренцевом море резко снизилась, основные силы немецкого флота ушли из него и только немецкие подводные лодки время от времени пытались нанести урон советскому судоходству. Часть лёгких сил и авиации Северного флота были переброшены на Балтику, где боевые действия не ослабевали. С апреля 1945 года А. О. Шабалин — командир отряда торпедных катеров Балтийского флота, выполнил несколько боевых походов с целью обеспечения морской блокады Курляндской группировки немецких войск и участвовал в потоплении немецкого транспорта в районе Либавы. 9 мая 1945 года участвовал в высадке Борнхольмского десанта.
Сведения в литературе о потопленных А. О. Шалабиным 32 немецких кораблях и судах документами не подтверждаются и не соответствуют истине — это общее количество заявленных побед дивизиона и отряда катеров, которыми он командовал.
После войны продолжил службу в ВМФ СССР. Продолжал командовать отрядом торпедных катеров на Балтике до ноября 1947 года, когда его направили на учёбу. В 1951 году окончил параллельные классы Каспийского высшего военно-морского училища имени С. М. Кирова в Баку, в 1955 году — Академические курсы при Военно-морской академии имени К. Е. Ворошилова. С июня 1951 года — командир 164-й бригады торпедных катеров 8-го ВМФ, с ноября 1955 года — командир 131-й бригады торпедных катеров 4-го ВМФ. С декабря 1957 года находился на преподавательской работе в Высшего военно-морском училище имени М. В. Фрунзе: заместитель начальника факультета, с февраля 1962 — заместитель начальника учебного отдела, с сентября 1963 — начальник кафедры морской практики ВВМУ им. М. В. Фрунзе. С января 1968 года — оперативный дежурный — заместитель начальника штаба Северного флота по боевому управлению. С августа 1969 года — заместитель начальника Высшего военно-морского училища имени М. В. Фрунзе по научной и учебной работе.
В августе 1975 года уволен в запас. Жил в Ленинграде. До последнего дня жизни продолжал работать в Высшем военно-морском училище имени М. В. Фрунзе доцентом кафедры тактики, затем доцентом кафедры морской практики.
Был женат, у него было 3 дочери и сын Геннадий (1938—2017, также служил в ВМФ СССР, подводник, контр-адмирал).
Умер 16 января 1982 года. Похоронен в Ленинграде на Серафимовском кладбище (3-й Вязовый участок).

## Награды
- две медали «Золотая Звезда» Героя Советского Союза (22.02.1944, 5.11.1944);
- два ордена Ленина (9.11.1941, 22.02.1944);
- три ордена Красного Знамени (14.10.1943, 28.12.1943, …);
- орден Отечественной войны II степени (08.10.1944);
- орден Красной Звезды (1951);
- орден «За службу Родине в Вооружённых Силах СССР» III степени (1975);
- медаль «За боевые заслуги» (1948);
- медаль «За оборону Советского Заполярья»;
- медаль «За победу над Германией в Великой Отечественной войне 1941—1945 гг.»;
- медаль «Ветеран Вооружённых Сил СССР»;
- юбилейные медали;
- именной кортик;
- почётный гражданин посёлка Лиинахамари (1968);
- почётный гражданин города Архангельска (1978)[19];
- почётный гражданин города Онеги (1980)[20].

## Воинские звания
За время офицерской службы А. О. Шабалину присваивались следующие воинские звания:
- младший лейтенант (6.05.1939);
- лейтенант (6.05.1941);
- старший лейтенант (февраль 1942);
- капитан-лейтенант (26.12.1943);
- капитан 3-го ранга (1945);
- капитан 2-го ранга (1949);
- капитан 1-го ранга (1952);
- контр-адмирал (постановление Совета министров СССР от 21.02.1969).

## Сочинения
- Шабалин А. О. Пора становления. // Годы лейтенантские: Рассказывают видные советские военачальники, опытные командиры, политработники. — М., 1975. — С.70-74.
- Шабалин А. О. Я снова избрал бы морскую дорогу. // Твои капитаны [сборник]. — Архангельск, 1974. — С. 125—126.
- Шабалин А. О. Огненные мили. // Корабли-герои. — М., 1970. — С. 202—203.
- Шабалин А. О. Торпедные удары по врагу. // Северяне — победе: Воспоминания ветеранов Великой Отечественной войны [Сборник]. — Архангельск: Северо-Западное книжное издательство, 1980. — С. 65—72.
- Шабалин А. О., Епихин Н. П., Кабанов Н. И. и др. Справочник по морской практике. — М.: Воениздат, 1969. — 480 с.

## Память

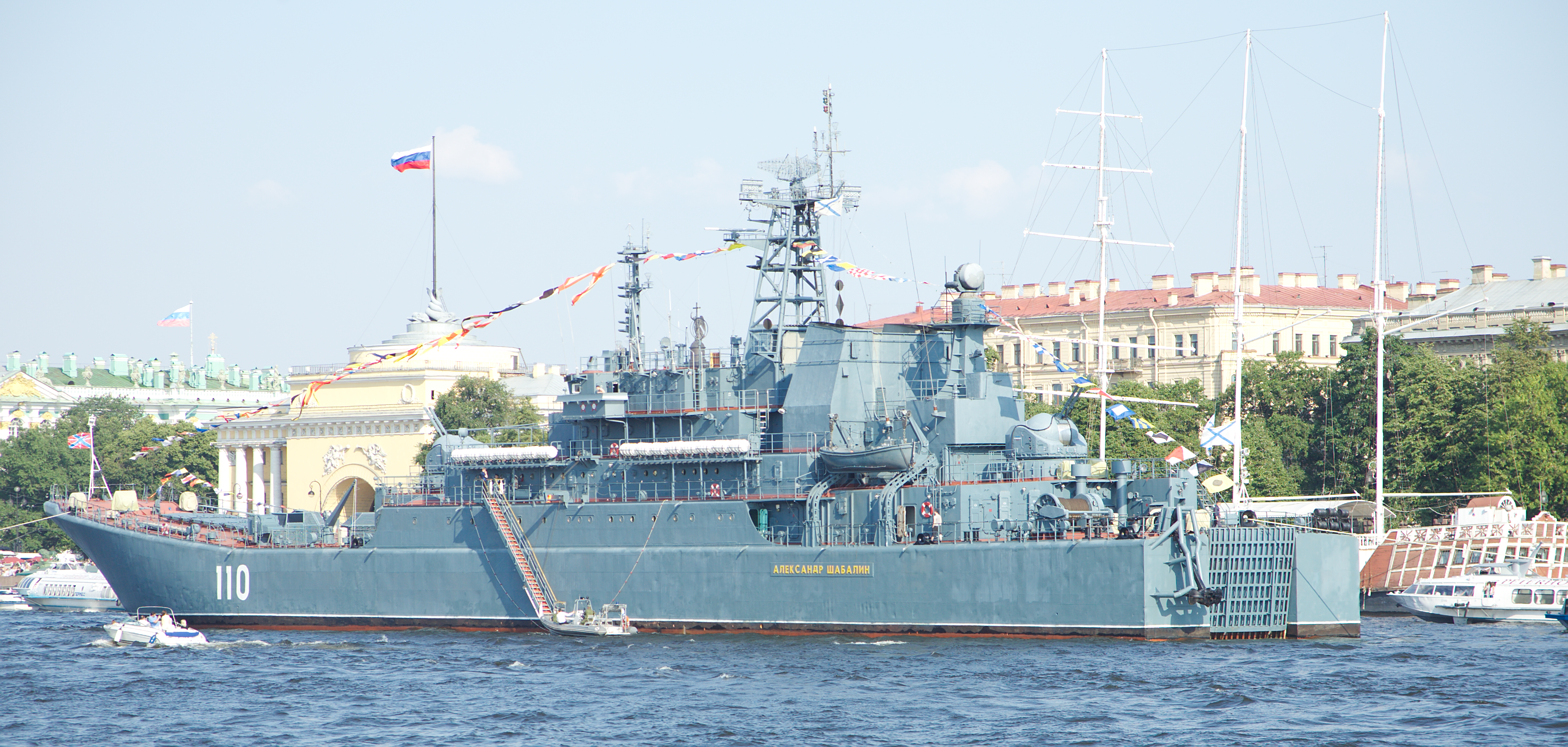
Большой десантный корабль «Александр Шабалин» на морском параде в Санкт-Петербурге

- Бронзовый бюст — в городе Онеге Архангельской области (установлен в 1951 году).
- Бронзовый барельеф с изображением на стеле «Город воинской славы» в Полярном, сооружённой в 2010 году.
- В 2018 году в Мурманске на улице его имени открыт памятник.
- 8 ноября 2014 года в Санкт-Петербурге открыта памятная доска на доме, в котором в последние годы жил контр-адмирал А. О. Шабалин[21].
- Именем Шабалина названы улицы в Архангельске[22], Мурманске, Севастополе, п. Лиинахамари Печенгского района Мурманской области, площадь в Онеге.
- В честь дважды Героя назван большой десантный корабль проекта 775 «Александр Шабалин», с 1985 года несёт службу в составе Балтийского флота[23].
- Большой морозильный рыболовный траулер «Адмирал Шабалин» входит в состав Мурманского тралового флота.
- Пассажирский теплоход «Александр Шабалин» ранее принадлежал Онежскому морскому порту, в настоящее время находится в оперативном управлении Соловецкого музея-заповедника.
- 8 мая 2015 года по инициативе Архангельского городского комитета КПРФ средней школе № 50 Архангельска, расположенной в Соломбале — корабельной стороне Архангельска, присвоено имя дважды Героя Советского Союза Александра Осиповича Шабалина.
- В 2016 году школе № 4 города Онеги присвоено имя А. О. Шабалина.

### Торпедный катер «ТКА-12»

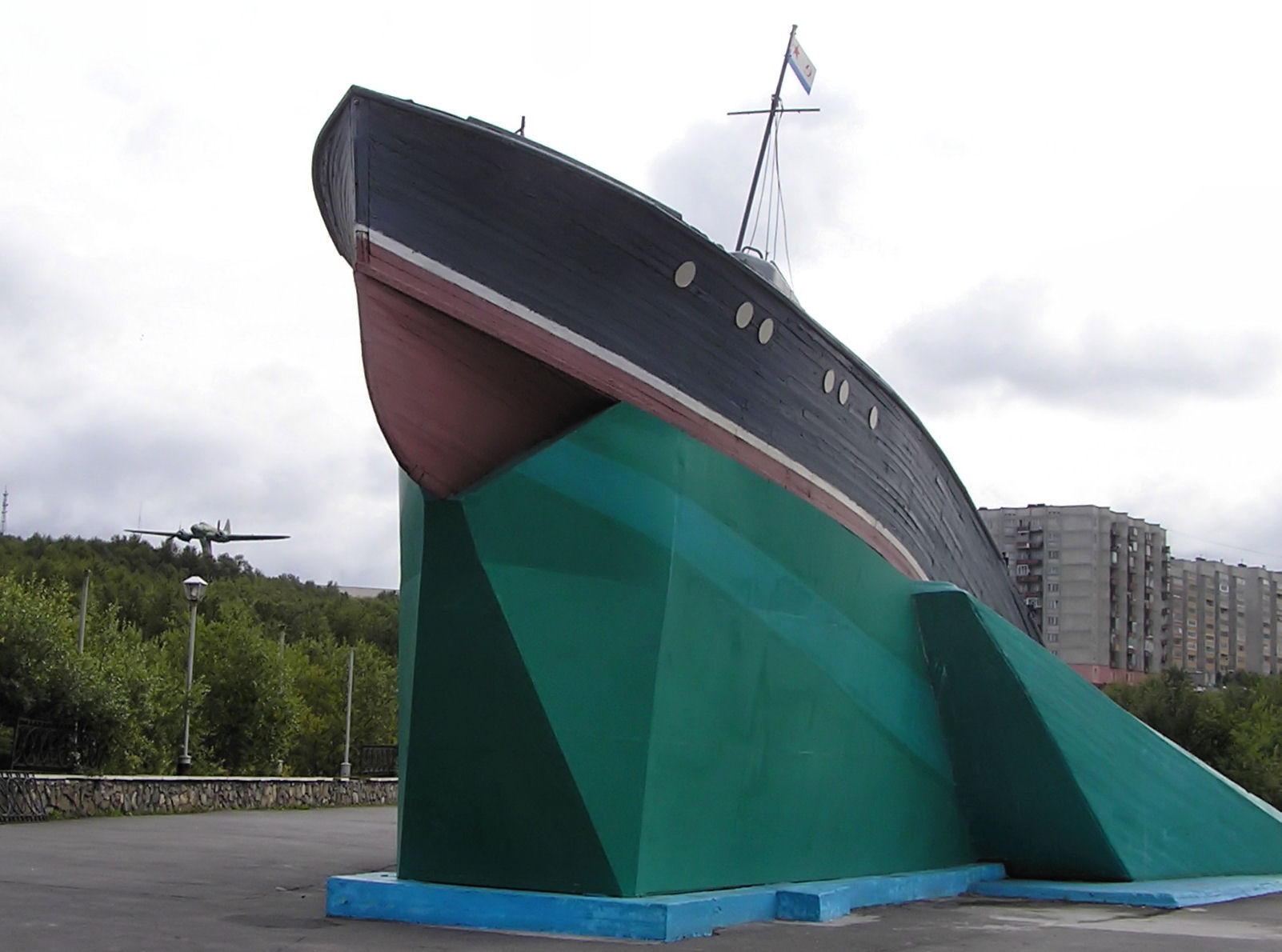
Торпедный катер ТКА-12, которым командовал А. О. Шабалин. г. Североморск Мурманской области.

Учитывая большие боевые заслуги легендарного катера, которым командовали А О. Шабалин и Г. М. Паламарчук, решением начальника Главного штаба ВМФ СССР от 14 июня 1945 года торпедный катер «ТКА-12» был передан музею Северного флота. 31 июля 1983 года торпедный катер «ТКА-12» был установлен на постамент на площади Мужества в городе Североморске Мурманской области (архитекторы В. В. Алексеев, В. А. Гопак, инженер А. П. Страшный).